# Zyzzyzus robustus
Zyzzyzus robustus is een hydroïdpoliep uit de familie Tubulariidae. De poliep komt uit het geslacht Zyzzyzus. Zyzzyzus robustus werd in 1990 voor het eerst wetenschappelijk beschreven door Petersen. 